# Vähä-Saksalo
Vähä-Saksalo är en ö i Finland. Den ligger i sjön Längelmävesi och i kommunen Kangasala i den ekonomiska regionen Tammerfors och landskapet Birkaland, i den södra delen av landet, 150 km norr om huvudstaden Helsingfors. Öns area är 16 hektar och dess största längd är 0,8 kilometer i nord-sydlig riktning.